# Gozdnik
Gozdnik (niem. Weinberg)  – wzniesienie (315 m n.p.m.) w południowo-zachodniej Polsce, na Wzgórzach Oleszeńskich, w Masywie Ślęży.  
Powojenna nazwa, podobnie jak nieodległej Gozdnicy, nawiązuje do strp. słowa "gwozd, gozd" oznaczającego "las". 

## Położenie
Wzniesienie położone na obszarze Ślężańskiego Parku Krajobrazowego w północno-wschodniej części Wzgórz Oleszeńskich na południowy wschód od miejscowości Księginice Małe, po północno-wschodniej stronie od Przełęczy Przemiłowskiej.
Wzniesienie zbudowane jest ze skał metamorficznych, serpentynitów. Jest to kopulaste wzniesienie, w kształcie małego grzbietu o stromych zboczach południowych i północnych oraz z łagodnymi zboczami północno-wschodnimi i południowo-zachodnimi, z wyraźnie zaznaczoną częścią szczytową o płaskim wierzchołku. Wzniesienie w całości porośnięte jest lasem regla dolnego, z wyjątkiem zbocza południowo-wschodniego, które do wysokości 270 m n.p.m., zajmują pola uprawne i łąki. Na zboczach wśród lasu występują pojedyncze serpentynitowe skały. Na południowo-zachodnim zboczu u podnóża góry wyrobiska dawnego kamieniołomu serpentynitu. Po południowo-zachodniej stronie góry, położona jest miejscowość Przemiłów.

## Szlaki turystyczne
Strzelin - Pęcz - Piotrowice - Zielenice - Suchowice - Jordanów Śląski - Glinica - Winna Góra - Gozdnik - Przełęcz Sulistrowicka - Przełęcz Słupicka - Radunia - Przełęcz Tąpadła - Ślęża - Sobótka-Górka